# Centrumavstånd

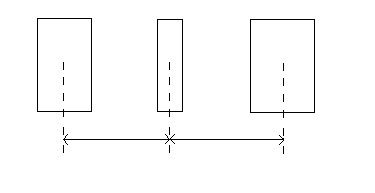
Centrumavstånd mellan delar av olika storlek.

Centrumavstånd, ofta förkortat s, anger avståndet från centrum på en konstruktionsdel till centrum på en annan. Äldre beteckningar såsom c, cc, c/c förekommer också ofta.
Exempelvis är avståndet mellan reglar i en vägg vanligen s600 mm eller s450 mm, och avståndet mellan takstolar är vanligen s1200 mm.